# Білевич Олена Йосифівна
Біле́вич Оле́на Йо́сифівна (*30 жовтня 1924, Чернігів, УСРР — †2 травня 1943, с. Асаревичі, Брагінський район, Поліська область, БРСР) — учасниця партизанського руху в Україні часу Німецько-радянської війни.

## Офіційний життєпис
Народилася 30 жовтня 1924 року в Чернігові. У 1939–1941 рр. навчалася в середній загальноосвітній школі № 10 (тепер — колегіум № 11). Очолювала шкільну комсомольську організацію.
З початком окупації Чернігова військами вермахту під час Німецько-радянської війни створила підпільну групу «Юні патріоти» (нараховувала 21 людину, у тому числі 9 однокласників О. Білевич).
Під керівництвом О. Білевич у 1941–1943 рр. піонери і комсомольці розклеювали антинацистські листівки, переховували радянських воїнів, переправляли їх до партизан, збирали розвідувальні дані. Завдяки володінню німецькою мовою О. Білевич вдалося налагодити контакт з представником німецької окупаційної адміністрації — лейтенантом Гельмутом Байгофером. Крім того, вдалось знайти підхід до перекладача місцевого гестапо Віктора Філіпчука, та співробітника газети «Українське Полісся» Антона Кулиби.
«Юним патріотам», імовірно, вдалося встановити зв'язок з диверсійною групою К. С. Гнідаша, а, здогадно, у січні 1943 року, через загрозу арештів, про які, нібито, завчасно попередив Гельмут Байгофер, група О. Білевич відійшла в ліси, де влилася до новоствореного партизанського загону ім. М. М. Коцюбинського під командуванням М. М. Таранущенка.
За згадкою М. М. Таранущенка, 27 квітня 1943 року О. Білевич брала участь у знищенні загону військ СС в с. Кувечичі Чернігівського району (у відповідь німецькими частинами в селі 28 квітня було проведено каральну акцію — спалено 270 дворів та страчено 160 осіб місцевого населення).
Під час розвідки біля білоруського с. Іолча розвідувальна група, у складі О. Білевич та білоруса Михайла Симоненка, була схоплена, відправлена до с. Асаревичі і там знищена 2 травня 1943 року.

## Міфи та невідповідності у життєписі
Життепис О. Білевич було викладено кількома авторами, кожен з яких, спираючись на попереднього, одночасно вносив власні версії, що, зрештою, враховуючи мінімальну кількість документальних свідчень про діяльність партизанки, призвело до появи великої кількості невідповідностей та відвертих пропагандистських міфів.
Так, існує три найбільш цитовані версії діяльності підпільниці під час Німецько-радянської війни:
Версія В. Морозова
Була викладена в статті «Чернігівська Зоя» у 1959 році. З урахуванням офіційного викладу, автор також приводить наступне:
- підпільна діяльність О. Білевич почалася з підслуховування розмов квартированого у будинку однокласниці (Є. Зозулі) німецького жандарма, з подальшою передачею даних партизанам (базується на спогадах Є. Зозулі, проте не відповідає версії Г. Кузнєцова);
- з газети «Правда» за лютий 1942 року члени групи О. Білевич дізнались про подвиг З. Космодем'янської, що надихнуло їх приєднатися до партизан (від 9 вересня 1941 року до 21 вересня 1943 року Чернігів було окуповано і газету «Правда» дістати було неможливо);
- у кінці 1942 року група О. Білевич вийшла на зв'язок з партизанським загоном, яким керував М. Таранущенко (не відповідає версіям В. Манойленка і Г. Кузнєцова).

Версія В. Манойленка
Була викладена у низці статей 1983–1984 рр. і, згодом, в книзі «Олена Білевич: документальна повість» (1991). З урахуванням офіційного викладу, автор також приводить наступне:
- з М. Таранущенком О. Білевич була знайома від осені 1941 року і саме за його завданням вона стала вести підпільну діяльність (не відповідає версіям В. Морозова і Г. Кузнєцова);
- 15 квітня 1943 року О. Білевич на чолі групи партизан брала участь у розгромі значних німецьких сил в урочищі Ревунів Круг (у вказаній операції брав участь Козачий партизанський загін імені С. Будьонного, яким командував В. Саричев; група О. Білевич до нього не входила);
- О. Білевич поховали заживо разом із застреленим М. Симоненком (згідно зі звітом Чернігівського обкому ЛКСМУ від 15 квітня 1946 року, О. Білевич була заживо спалена; також не відповідає версіям В. Морозова і Г. Кузнєцова).

Версія Г. Кузнєцова
Була викладена у статті «Подвиг комсорга» в 1986 році та повторена з деякими додатками у статті від 2008 року в газеті «Серп і молот». З урахуванням офіційного викладу, автор також приводить наступне:
- підпільна діяльність О. Білевич почалася з підслуховування розмов квартированого у будинку однокласниці (Є. Зозулі) німецького високопосадовця гестапо, що розташовувалось поряд — у приміщенні школи № 10, з подальшою передачею даних партизанам (начебто теж зі слів Є. Зозулі, але не відповідає версії В. Морозова; крім того, гестапо було розташоване в іншій будівлі — у центрі міста, на вул. П'ятницькій (принаймні адміністративна частина));
- у січні 1943 року група О. Білевич числом в 17 осіб вийшла на зв'язок з партизанським загоном, яким керував М. Таранущенко (не відповідає версіям В. Морозова і В. Манойленка; версія базується на документі, який не може а ні підтвердити, а ні спростувати її).

Крім вказаних невідповідностей, невідомо також про обставини смерті та точне місце поховання: вважається, що О. Білевич та М. Симоненко були привезені до німецької комендатури в с. Асаревичі, допитані, а згодом — вбиті біля жандармерії й поховані у колгоспному саду.
У 1986 році в шкільному саду були випадково виявлені останки двох людей, впізнані на підставі антропологічної експертизи (без поглибленої судово-медичної) як тіла підпільників — Білевич та Симоненка — і урочисто перепоховані в с. Асаревичі 9 травня 1987 року.
Однак, ряд документів ставить цю версію під сумнів:
М. М. Таранущенко у звіті не згадує факт і обставини смерті О. Білевич:
«Белевич Лена, чл. КСМ, разведчица. Несколько раз ходила в гор. Чернигов, добывала ценные сведения. Во время разведки в селе Иолча БССР Е. Белевич была схвачена немцами.»
З довідки Національного архіву Республіки Білорусь:
«…сведений об участии Белевич Елены… ...Симоненко Михаила в партизанском движении и подпольной деятельности на территории Белоруссии… ...их гибели и месте захоронения не обнаружено.»
З довідки Зонального державного архіву в Мозирі:
«…в поименных списках расстрелянных, повешенных, замученных советских граждан сведений о Белевич Елене и Симоненко Михаиле не обнаружено. …сведений о немецкой комендатуре и жандармерии в д. Асаревичи не обнаружено.»

## Сумнівність присвоєння звання Героя Радянського Союзу
Вперше ім'я О. Білевич у контексті присвоєння звання Героя Радянського Союзу з'явилось в публікації Г. Кузнєцова «Зірка першої величини» у газеті «Чернігівські відомості» за 28 жовтня 1994 року. У статті стверджувалось, що Чернігівський обком ЛКСМУ звернувся в 1966 році до Президії Верховної Ради СРСР з клопотанням про присвоєння О. Білевич звання Героя Радянського Союзу. Однак подання нібито було написане не аргументовано, тож було повернуте до Чернігова й більше ніде не фігурувало. Проте, як свідчать матеріали Держархіву Чернігівської області, у протоколах бюро обкому ЛКСМУ за 1966 рік жодних згадок про клопотання до Президії Верховної Ради СРСР, як і відповіді від цього органу, не виявлено.
У 1997 році Сажі Умалатовою родичам О. Білевич було вручено «Указ Президії Верховної Ради СРСР про присвоєння звання Героя Радянського Союзу» і відповідні відзнаки. Документ було передано до Музею правоохоронних органів у Чернігові. Однак, вказаний факт жодним чином не може бути трактованим, як присвоєння звання Героя Радянського Союзу, оскільки документ та нагорода вручені від імені незареєстрованої так званої «Постійної президії з'їзду народних депутатів СРСР», самопроголошеною головою якої була Сажі Умалатова, і не мають стосунку до справжніх рішень Президії Верховної Ради СРСР та нагородної системи колишнього СРСР. Сама Сажі Умалатова 2002 року була попереджена Міністерством юстиції Російської Федерації, що в разі продовження нею самовільної протизаконної видачі нагород й почесних звань колишніх СРСР та РРФСР, а також РФ, вона буде притягнута до кримінальної відповідальності.

## Пам'ять
- Указом Президії Верховної Ради СРСР від 2 травня 1945 року Білевич О. Й. посмертно нагороджена орденом Вітчизняної війни 1 ступеня.
- У 1964 році іменем Білевич О. Й. названо кол. вулицю Вольності в Чернігові. У зв'язку з реконструкцією, вулиця перестала існувати.
- У 1969 році в Чернігові на фасаді будинку кол. загальноосвітньої школи № 10 по просп. Миру, 137 (нині — колегіум № 11), де з 1939 по 1941 рр. навчалась Білевич О. Й., встановлено пам'ятну дошку.
- У 1986 році іменем Білевич О. Й. повторно названо вулицю в Чернігові.
- У 1987 році на місці перепоховання імовірно Білевич О. Й. та М. Симоненка в с. Асаревичі встановлено пам'ятний знак.
- У 2003 році в зв'язку з реконструкцією пам'ятну дошку, встановлену у 1969 на фасаді колегіуму № 11, замінено на нову. При заміні допущено грубу помилку — Білевич О. Й. названо Героєм Радянського Союзу, що не відповідає дійсності[4]. У навчальному закладі також діє музей[5].